# EarthSeed
EarthSeed ist ein genreübergreifendes Album von Nicole Mitchell und Lisa E. Harris. Live aufgenommen bei einem Konzert in der Fullerton Hall, am Art Institute of Chicago am 22. Juni 2017, erschienen die Aufnahmen am 22. Juni 2020 auf dem Label FPE Records. Es ist das dritte Album der Flötistin Nicole Mitchell, das sich mit dem Werk von Octavia E. Butler beschäftigt; erstmals arbeitete sie dabei mit der Opernkomponistin und Multimedia-Künstlerin Lisa E. Harris.

## Hintergrund

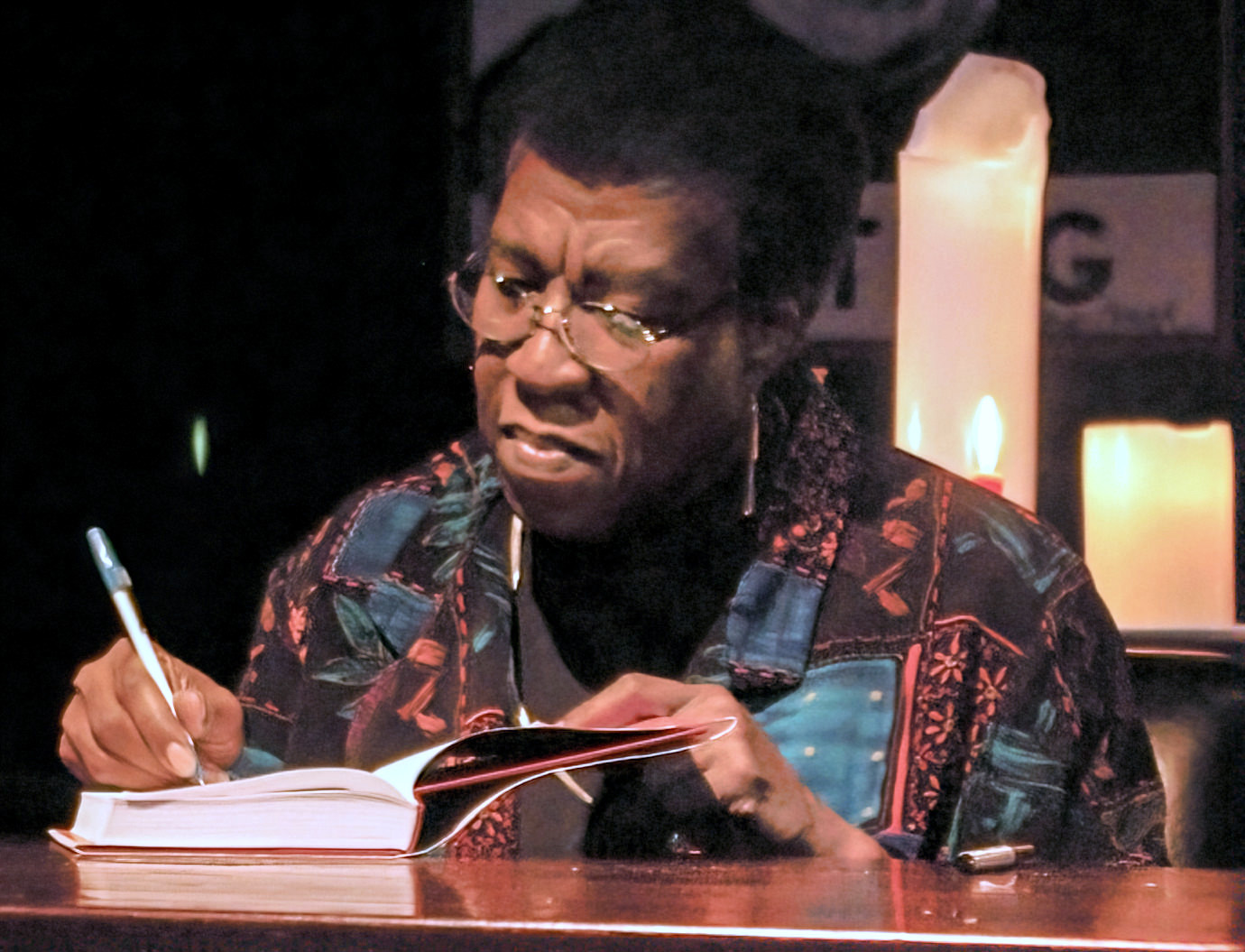
Octava Butler bei einer Signierstunde 2005

Vor EarthSeed hatte die Flötistin und Komponistin Nicole Mitchell bereits zwei großformatige Werke komponiert, die von der Arbeit des Science-Fiction-Schriftstellerin Octavia Butler inspiriert waren, Xenogenesis Suite (2006) und Intergalactic Beings (2014). Der Albumtitel basiert auf einem Begriff der afroamerikanischen Science-Fiction-Autorin und afrofuturistischen Visionärin Octavia E. Butler, die in ihren Romanen Parable of the Sower (1993) und Parable of the Talents (1996) die Fiktion eines möglichen Zerfalls der amerikanischen Kultur und Infrastruktur unter den Bedingungen der tyrannischen Herrschaft beschrieb. In Butlers Handlung hilft die Figur Lauren Oya Olamina, die Tochter eines Predigers mit afrikanischem Erbe, beim Wiederaufbau ihrer Gemeinschaft, indem sie Earthseed anbietet, eine egalitäre Philosophie und spirituelle Praxis, die Forschung, unabhängiges Denken und realistische Akzeptanz des ständigen Wandels würdigt. 
Mitchell und Harris haben an neuen Texten zusammengearbeitet, die auf Konzepten in den Geschichten Butlers basierten, in denen der Klimawandel den Planeten verwüstet hat. Inspiriert von und zu Ehren von Octavia E. Butler haben Mitchell und Harris das Konzept ihren eigenen Sonic EarthSeed kreiert, auch als Reaktion auf das wahre Chaos und die schreckliche Natur unserer Zeit. Mitglieder des Kammerensembles waren die Geigerin Zara Zaharieva, der Trompeter Ben LaMar Gay, die Cellistin Tomeka Reid und der Schlagzeuger Avreeayl Ra. 
Das Album-Frontcover ist ein Auszug aus dem Werk „SEED“ von Krista Franklin.

## Titelliste

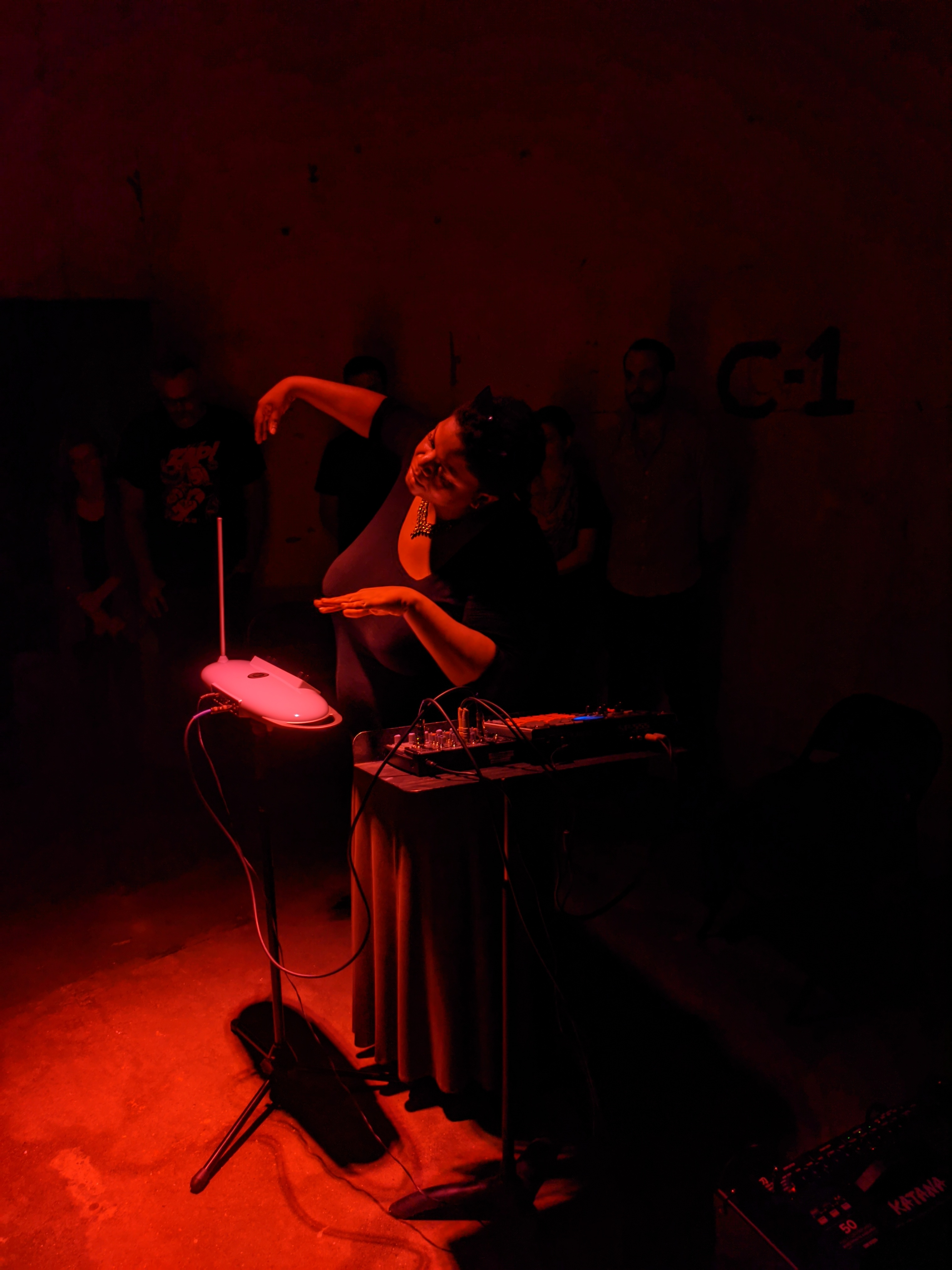
Lisa E. Harris am Theremin bei einem Auftritt in The Silos, Sawyer Yards in Houston 2019

- Nicole Mitchell & Lisa E. Harris: EarthSeed

1. Evernascence / Evanescence 2:34
2. Whispering Flame 6:23
3. Biotic Seeds 3:54
4. Yes and Know 6:40
5. Ownness 6:36
6. Moving Mirror 6:55
7. Whole Black Collision 5:55
8. Phallus and Chalice 6:51
9. Fluids of Time 5:17
10. Elemental Crux 5:47
11. Purify Me with the Power to Self Transform 5:24

Alle Kompositionen und Texte von Nicole Mitchell und Lisa E. Harris.

## Rezeption
Nach Ansicht von John Morrison (Daily Bandcamp) ist EarthSeed ein gewagtes, kreatives Werk;  es swinge vom wehmütigen, explorativen Flötenstück „Evernasence/Evanescence“ zur angespannten und dunklen Atmosphäre von „Moving Mirror“, wobei es die Breite von Harris’ und Mitchell Improvisationsgenie einfange. An anderer Stelle schrieb Morrison, EarthSeed sei eine gewagte Arbeit, die Butlers Vision würdige, indem sie radikal Creative Music verwende, um die von der Autorin vorhergesagten Schrecken [musikalisch] zu veranschaulichen. In EarthSeed würden Mitchell, Harris und das Ensemble, das sie zusammengestellt haben, förmlich explodieren; ebenso die willkürlichen Grenzen zwischen Jazz und ihrem eigenen unverwechselbaren Improvisationsstil. Mutig, visionär und eigenwillig setze sich die Musik hier manchmal in ein tiefes meditatives Summen ein, das uns in der Gegenwart erde, zu anderen Zeiten berste es wie ein Urschrei, der aus der ungewissen Zukunft komme.
Michael J. West schrieb in JazzTimes, die Musik sei eine faszinierende Gegenüberstellung: Während die Instrumente den atonalen Kontrapunkt spielen, den man vom Free Jazz erwartet, gebe der Kontext des Gesangs den Beiträgen ein Gefühl von Fokussierung und Zweck. Hier böten bieten Harris und Otis eine Reihe von opernhaften Darbietungen und Textrezitationen zwischen all den seltsamen Geräuschen und Auswürfen, wobei das Ensemble auch einige konsonant klingende, oft delikate Arrangements und Improvisationen spiele. Insgesamt bilde die Musik ein Ganzes, das überirdisch, aber auch vertraut und überzeugend sei, ähnlich wie Butlers Geschichten über seltsame Universen das auf unheimliche Weise unser eigenes  widerspiegelt.
Jim Macnie schrieb im Down Beat, die polyglotte Perspektive von Nicole Mitchell habe ihre Diskographie zu einer der reichsten und gewagtesten kreativen Improvisationen gemacht. Diese Hommage an Octavia Butler in Zusammenarbeit mit der Sängerin Lisa E. Harris sei besonders eindrucksvoll und komme mit einer scharfsinnigen afrofuturistischen Sensibilität daher, die Parallelen zwischen Fiktion und Realität aufdecke. Die Live-Performance von 2017 wechsle von konventionellem Geschichtenerzählen zu Klangpoesie, was Lisa Harris viel Raum gebe, um die Fähigkeiten einzubringen, die sie in progressiver Oper und Klangkunst entwickelt habe. Mitchell habe gesagt, sie möchte „visionäre Welten“ erschaffen, und EarthSeed tue genau das.
Andy Beta (Pitchfork Media) merkte an, Octavia Butler ging in ihren Romanen und Kurzgeschichten auf Themen wie Ökologie, Theologie, Rassismus, Unternehmensgier, Gewalt, Empathie und mehr ein. Werke wie The EarthSeed Series könnten gleichzeitig apokalyptisch und optimistisch sein. Dieselbe Dichotomie finde sich in Mitchells eigenen Kompositionen wieder, die innerhalb weniger Rhythmen verführen, herausfordern und nerven können. Butlers Vorbild sei Mitchell, einer ehemaligen Vorsitzenden des Jazzkollektivs Association for the Advancement of Creative Musicians (AACM), in ihren eigenen groß angelegten Werken geblieben. Die Musik auf EarthSeed basiert auf der Verschmelzung von Improvisation und Komposition, die die Arbeit des AACM und auch des Art Ensemble of Chicago (einem langlebigen Kollektiv, das Reid und Mitchell als aktuelle Mitglieder zählt) kennzeichne, und sei herausfordernd und spannend.
Nach Ansicht von Steve Krakow (Chicago Reader) kanalisiert Lisa E. Harris den Afrofuturismus von Sun Ra, die transzendenten Andachten von Alice Coltrane und die tief tönenden Experimente von Pauline Oliveros, und behalte dabei ihre eigene einzigartige Vision bei. Die Live-Performance sei wie „ein Ritual, eine Erforschung der Seele und vor allem eine herausfordernde und lohnende Kunst. Ich wünschte, ich hätte diese unglaubliche Aufführung persönlich gesehen, aber es ist beruhigend zu wissen – besonders jetzt, wo Live-Musik so gut wie ausgestorben ist -, dass diese Aufnahme existiert und weiterhin jeden bewegen kann, der zuhört.“